# Марі Мердрак
Марі́ Мердра́к (фр. Marie Meurdrac; бл. 1610, Мандр-ле-Роз, Валь-де-Марн, Іль-де-Франс, Франція — 1680, Франція) — французька вчена, хімік, авторка першого хімічного трактату для жінок, написаного жінкою: «Проста і милосердна хімія для дам» (фр. «La Chymie Charitable et Facile, en Faveur des Dames»). Трактат, що описував способи приготування ліків і косметичних засобів, а також різноманітне хімічне обладнання і методи роботи з ним. Хоча Марі Мердрак не зробила значущих наукових відкриттів, вона була досвідченою хімікинею-практиком і обізнаною фармацевткою. Коли Мердрак писала свій трактат, хімію взагалі не виділяли як окрему дисципліну і не викладали в університетах. Нечуваною була й заява авторки, що «розум не має статі» і її позиціювання себе як науковиці, що ставить свою науку на службу іншим жінкам. Трактат неодноразово перевидано у Франції, зокрема, за життя авторки, і перекладено іншими мовами.

## Життєпис
Марі Мердрак народилася близько 1610 року в Мандр-ле-Роз. Про її життя відомо здебільшого лише те, що вона сама писала про себе в своєму трактаті. Батьк Марі був сільським нотаріусом. Вона мала сестру Катрін (в шлюбі Ла Гетт), яка 1681 року опублікувала книгу мемуарів. 1625 року Мердрак вступила в шлюб з Анрі де Вібраком, капітаном гвардії Шарля де Валуа, герцогом Ангулемським, і оселилася в його замку Гробуа (фр. château de Grosbois). Після одруження вона познайомилася з графинею де Гіш, дружиною Армана де Грамона, графа де Гіш, яка стала її подругою і покровителькою і якій вона згодом присвятила свій трактат.
Достеменно невідомо, коли і як Марі Мердрак захопилася хімією. Однак збереглися відомості про те, що вона спочатку читала доступну їй літературу з хімії й алхімії, а згодом завела власну лабораторію, в якій проводила досліди. Вона навіть мала власну високотемпературну піч: це тим більше дивно, що для володіння подібною піччю був потрібен спеціальний дозвіл короля. Ймовірно, підтримку, як моральну, так і фінансову, їй надавала графиня де Гіш. Основною метою Мердрак було створення лікувальних і косметичних засобів, які могли б використовувати жінки, причому вона безоплатно ділилася своєю продукцією з усіма, хто потребували. Крім того, вона ретельно записувала складені нею рецепти і через два роки вирішила опублікувати їх у вигляді книги. За її словами, цьому передували тривалі сумніви:

Я починала цей скромний Трактат виключно для себе самої, щоб не втратити знання, отримані завдяки довгій праці та багатьом дослідам. Згодом мені захотілося його надрукувати, але якщо я мала причини зробити мою працю спільним надбанням, то були й причини залишити її прихованою: я твердила сама собі, що жінці не належить повчати; що їй слід зберігати мовчання, слухати та вчитися самій, не виказуючи, що має якісь знання; що видання книги їй, по-перше, недоступне, а по-друге, здатне лише нашкодити її репутації: адже чоловіки зневажають та чорнять будь-які породження жіночого розуму. Але, разом з тим, я тішила себе думкою, що буду не першою жінкою, що виступила друком, що розум не має статі і що якби жінки були настільки ж освіченими, як чоловіки, якби на їхню освіту витрачалося стільки ж часу та коштів, то вони ні в чому не поступалися б чоловічій статі.
Оригінальний текст (фр.)
Quand j’ai commencé ce petit Traité, ça a été pour ma seule satisfaction, et pour ne pas perdre la mémoire des connaissances que je me suis acquises par un long travail, et par diverses recherches plusieurs fois réitérées. J’ai été tentée de le publier; mais si j’avais des raisons de le mettre en lumière, j’en avais pour le tenir caché; je m’objectais à moi-même que ce n'était pas la profession d’une femme d’enseigner; qu’elle se doit demeurer dans le silence, écouter et apprendre, sans témoigner qu’elle sait; qu’il est au-dessus d’elle de donner un Ouvrage au public, et que cette réputation n’est pas d’ordinaire avantageuse, puisque les hommes méprisent et blâment toujours les productions qui partent de l’esprit d’une femme. Je me flattais d’un autre côté que je ne suis pas la première qui ai mis quelque chose sous la Presse; que les Esprits n’ont point de sexe; et que si ceux des femmes étaient cultivés comme ceux des hommes, et que l’on employât autant de temps et de dépenses à les instruire, ils pourraient les égaler.

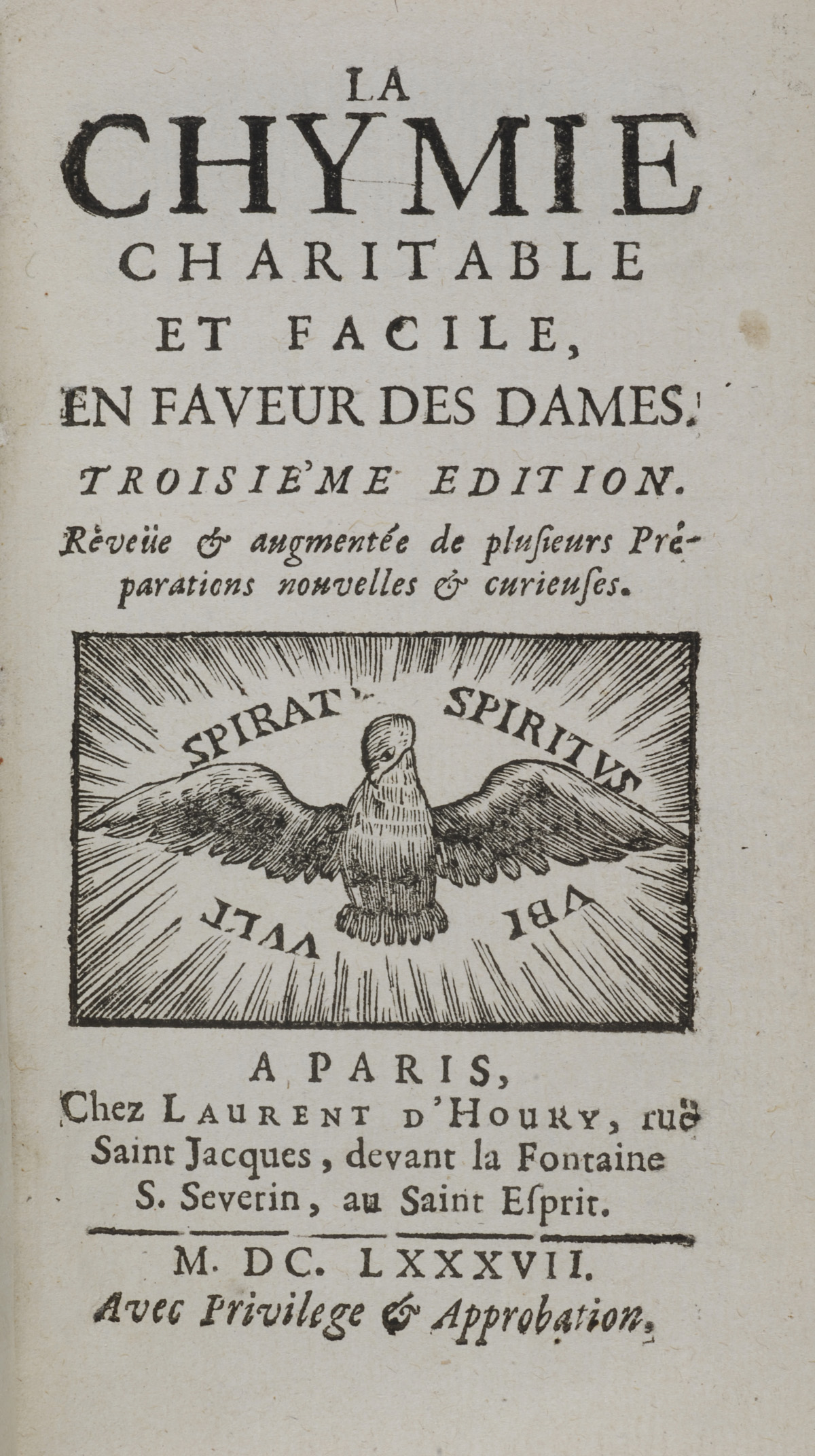
Титульна сторінка видання 1687 року

1666 року опубліковано її трактат «La Chymie Charitable et Facile, en Faveur des Dames» («Проста і милосердна хімія для дам»), написаний французькою мовою і розрахований на жінок. З одного боку, Мердрак писала простою і зрозумілою мовою, доступною найширшій аудиторії; з іншого боку, не уникала технічних подробиць і давала виключно докладні настанови. 
Трактат обсягом 330 сторінок складався з шести частин. У першій Мердрак детально описувала хімічний інструментарій, методи проведення дослідів і різні міри ваги. Друга присвячена властивостям лікарських трав. У третій йшлося про субстанції тваринного походження. У четвертій Мердрак, зачіпаючи галузь неорганічної хімії, писала про властивості металів. У п'ятій описано засоби від конкретних недуг, таких як головний і зубний біль. Нарешті, шосту частину присвячено різноманітним косметичним засобам: кремам, пахощам, фарбам для волосся, відбілювачам зубів тощо. Мердрак також застерігала своїх читачок від використання деяких популярних на той час засобів, які могли становити небезпеку (наприклад, сполук ртуті для відбілювання шкіри), і закликала ділитися приготованими ліками з незаможними, як це робила вона сама. Усвідомлюючи високу вартість і недоступність певних складників і обладнання для багатьох читачок, Мердрак описувала їх дешевші і прості аналоги, давала поради щодо самостійного виготовлення необхідних інструментів, і навіть запрошувала читачок у власну лабораторію. Практичні, прикладні відомості спиралися в її книзі на теоретичну базу. Багато в чому Мердрак дотримувалася вчення Парацельса, однак вона піддавала сумніву твердження алхіміків, яким нібито вдавалося отримати золото і срібло: за її словами, їхні умоглядні теорії ніколи ще не підтверджувалися практикою і безпосередньою демонстрацією. 
Ймовірно, «Проста хімія» стала першою книгою з цієї науки, яку написала жінка. 
Зрештою її трактат офіційно схвалив медичний факультет Паризького університету як такий, що містить «лише те, що може бути корисним публіці». «Проста хімія» була популярною в кінці XVII — на початку XVIII століття і тричі перевидавалася ще за життя авторки. Крім того, її принаймні шість разів перекладено німецькою мовою і один раз — італійською. У французькому виданні 1687 року на фронтиспісі з'явився портрет авторки: зображена Марі Мердрак сидить на ящику з матеріалами і вказує на книжкові полиці й різноманітне хімічне обладнання.